# Bridget Powers

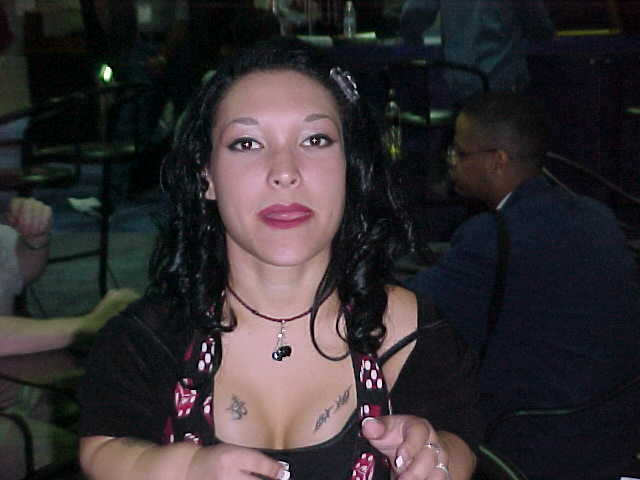
Bridget Powers

Bridget Powers (* 11. Oktober 1980 in Boise, Idaho; eigentlich Cheryl Marie Murphy) ist eine US-amerikanische Pornodarstellerin, Filmschauspielerin, Rockmusikerin und Fernsehmoderatorin. Häufig tritt sie auch unter dem Künstlernamen Bridget the Midget (deutsch etwa: „Bridget die Liliputanerin“) auf. In Pornofilmen tauchen etliche andere Namensvarianten auf, so etwa Bridgette oder Bridget Powerz.

## Leben
Mit einer Körpergröße von 1,17 Metern ist Bridget Powers eine der wenigen kleinwüchsigen Pornodarstellerinnen.
Seit ihrem zweiten Lebensjahr lebt sie in Los Angeles. 13 Beinoperationen bescherten ihr eine traumatische Kindheit und Jugend. Laut ihrer eigenen Aussage führte es dazu, dass sie als Jugendliche verhaltensauffällig wurde, die Schule schwänzte sowie Alkohol und Marihuana konsumierte. 1998 wurde sie in einem Gothic-Szenelokal in Los Angeles von einer Casting-Agentin angesprochen, die für die erfolgreiche Serie Dirty Debutantes des Pornoproduzenten Ed Powers junge Amateurdarstellerinnen suchte. Bereits kurz nach ihrem 18. Geburtstag im Herbst 1998 trat Bridget Powers in Folge 103 von More Dirty Debutantes mit Ed Powers und Jake Steed als Partner in ihrem ersten Pornofilm auf.
Bis 2004 folgten etwa 40 Hardcore- und Softsexfilme, von denen etliche auch in Deutschland veröffentlicht wurden. Neben heterosexuellen Rollen trat sie auch in lesbischen und bisexuellen Filmen auf. Über die Gruppe von Pornointeressierten hinaus erlangte sie in den USA größere Bekanntheit durch zahlreiche Auftritte in Talkshows (unter anderem mehrmals bei Howard Stern). Zeitweise war sie Co-Moderatorin von Ed Powers’ erotischer Radiotalkshow Bedtime Stories. 2003 erhielt sie beim US-amerikanischen Fernsehsender National Lampoon Network ihre eigene Reality-TV-Show, The Bridget the Midget Show, ebenfalls seit 2003 ist sie Co-Moderatorin der Johnny Neurotic Show beim TV-Kanal Upside Down TV. Bei diesem Sender moderiert sie seit 2006 auch die Reality-TV-Show Midget Memoirs.
Seit 2003 tritt Bridget Powers vermehrt auch in nichtpornographischen Spielfilmen auf, so im Action-Thriller S.W.A.T. – Die Spezialeinheit (2003), in der Komödie Tiptoes (2003, mit Kate Beckinsale, Matthew McConaughey und Gary Oldman), im Thriller Temptation (2003) und in der Komödie Cain and Abel (2005).
2004 stellte sie ihre Mitwirkung in Pornofilmen ein, da sie ihren Wunsch, nur noch mit Kondom zu arbeiten, nicht durchsetzen konnte. Seitdem konzentriert sie sich vor allem auf ihre musikalische Tätigkeit als Leadsängerin der Rockband BlakkOut und auf die Moderation ihrer Fernsehshows.
Am 25. Januar 2006 brachte Bridget Powers ihren Sohn Archer zur Welt.